# Municipio de Garden Grove (Misuri)
El municipio de Garden Grove (en inglés: Garden Grove Township) es un municipio ubicado en el condado de Christian en el estado estadounidense de Misuri. En el año 2010 tenía una población de 2929 habitantes y una densidad poblacional de 251,59 personas por km².

## Geografía
El municipio de Garden Grove se encuentra ubicado en las coordenadas 37°1′8″N 93°17′15″O / 37.01889, -93.28750. Según la Oficina del Censo de los Estados Unidos, el municipio tiene una superficie total de 11.64 km², de la cual 11,61 km² corresponden a tierra firme y (0,27 %) 0,03 km² es agua.

## Demografía
Según el censo de 2010, había 2929 personas residiendo en el municipio de Garden Grove. La densidad de población era de 251,59 hab./km². De los 2929 habitantes, el municipio de Garden Grove estaba compuesto por el 95,9 % blancos, el 0,41 % eran afroamericanos, el 0,89 % eran amerindios, el 0,44 % eran asiáticos, el 0,41 % eran de otras razas y el 1,95 % eran de una mezcla de razas. Del total de la población el 2,56 % eran hispanos o latinos de cualquier raza.